# Дьяпорос
Дья́порос (греч. Διάπορος) — остров в Греции, в восточной части залива Айон-Орос (Сингитикос) Эгейского моря, у полуострова Ситония, к юго-западу  от острова Амолиани и к юго-востоку от Айос-Николаоса. Наивысшая точка 53 м над уровнем моря. Административно относится к сообществу Айос-Николаос в общине Ситония в периферийной единице Халкидики в периферии Центральная Македония. Население 2 человека по переписи 2011 года.
Остров является популярным у туристов местом летнего отдыха, на острове оборудован пляж.

## Население
| Год  | Население, человек |
| ---- | ------------------ |
| 1991 | 2                  |
| 2001 | 0                  |
| 2011 | ↗ 2                |